# آل حنيش الظهر (مكيراس)

تعديل مصدري - تعديل

ال حنيش الظهر هي إحدى قرى عزلة مكيراس بمديرية مكيراس التابعة لمحافظة البيضاء، بلغ تعداد سكانها 365 نسمة حسب تعداد اليمن لعام 2004.